# كوري ميلر
كوري ميلر (بالإنجليزية: Cory Miller)‏ (22 يوليو 1988 في الولايات المتحدة - ) هو لاعب كرة قدم أمريكي في مركز الدفاع. لعب مع نادي شمال كارولاينا وDFW Tornados ‏ وإندي إليفن وOrange County SC ‏ وAtlanta Blackhawks ‏.

## وصلات خارجية
- كوري ميلر على موقع قاعدة بيانات كرة القدم.إي يو (الإنجليزية)